# Primera República checoslovaca
La Primera República checoslovaca (en checo: První československá republika, en eslovaco: Prvá česko-slovenská republika), a menudo conocida coloquialmente como la Primera República (en checo: První Republika), fue un Estado checoslovaco que existió desde 1918 hasta 1938. Poblado por checos y eslovacos étnicos, el país se llamaba comúnmente Checoslovaquia (en checo y en eslovaco: Československo), una unión de las palabras checo y eslovaco que gradualmente se convirtió en el nombre más utilizado para sus Estados sucesores. Estaba constituida por antiguos territorios del Imperio austrohúngaro —los territorios austríacos (Bohemia, Moravia y parte de Silesia) y húngaros (principalmente Alta Hungría y Rutenia subcarpática)—, de los que heredó diferentes sistemas de administración.
Después de 1933, Checoslovaquia siguió siendo la única democracia europea en funcionamiento de facto al este de Suiza, organizada como una república parlamentaria. Bajo la presión de la minoría alemana de los Sudetes, apoyada por la vecina Alemania nazi, Checoslovaquia se vio obligada a ceder la región al Tercer Reich el 1 de octubre de 1938 como parte de los acuerdos de Múnich. También cedió partes del sur de Eslovaquia y Rutenia subcarpática a Hungría, y la región de Zaolzie en Silesia, a Polonia. Esto puso fin a la Primera República checoslovaca. Fue reemplazada por la Segunda República checoslovaca, que duraría menos de medio año, antes de que Alemania ocupara el resto del país en marzo de 1939.

## Historia
La independencia de Checoslovaquia fue proclamada el 28 de octubre de 1918 por el Consejo Nacional Checoslovaco en Praga. Varios grupos étnicos y territorios con diferentes tradiciones históricas, políticas y económicas se vieron obligados a fusionarse en una nueva estructura estatal. El origen de la Primera República se encuentra en el décimo de los Catorce Puntos de Woodrow Wilson: «Los pueblos de Austria-Hungría, cuyo lugar entre las naciones deseamos ver salvaguardado y asegurado, deben tener la oportunidad más libre para el desarrollo autónomo».
Las fronteras del país y su gobierno se establecieron finalmente en la Constitución de Checoslovaquia de 1920. Durante la Primera Guerra Mundial, Tomáš Garrigue Masaryk fue reconocido por los Aliados como el líder del Gobierno provisional de Checoslovaquia, y en 1920 fue elegido presidente, siendo el primero del país. Fue reelegido en 1925 y 1929, ocupando la presidencia hasta el 14 de diciembre de 1935, cuando dimitió por problemas de salud. Fue sucedido por su mano derecha: Edvard Beneš.
Tras el Anschluss, llevado a cabo por la Alemania nazi sobre Austria en marzo de 1938, el siguiente objetivo de anexión  de Adolf Hitler fue Checoslovaquia. Su pretexto para la anexión fueron las privaciones que sufrían las minorías de etnia alemana que vivían en las regiones fronterizas del norte y oeste de Checoslovaquia, conocidas colectivamente como los Sudetes. Su incorporación a la Alemania nazi dejaría al resto de Checoslovaquia impotente para resistir la ocupación posterior.

## Política

### Política interior

#### El presidente Masaryk

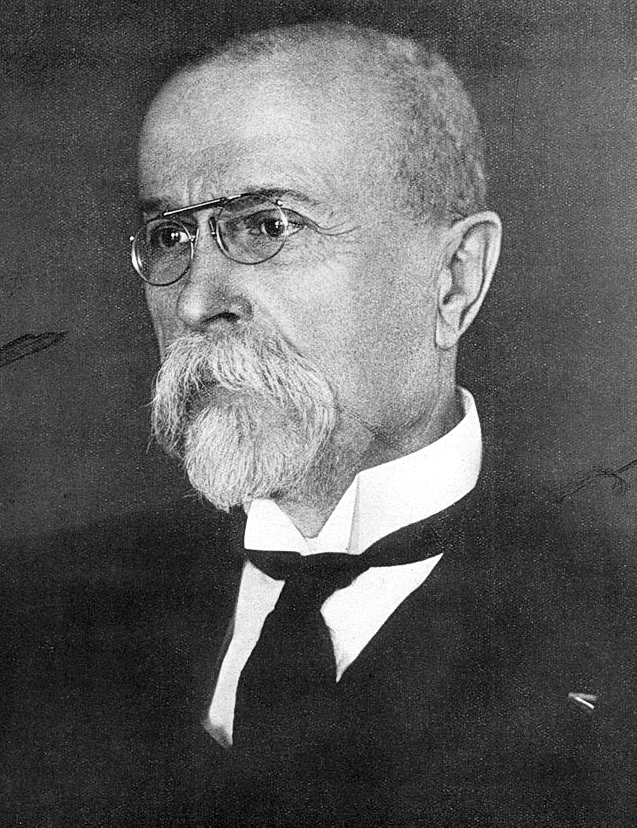
Tomáš Garrigue Masaryk, padre fundador y primer presidente de la República checoslovaca.

En gran medida, la democracia checoslovaca se mantuvo unida por el primer presidente del país, Tomáš Masaryk. Como el principal fundador de la república, Masaryk fue considerado el padre de la patria checoslovaca, respeto generalizado que le permitió mediar en complejos problemas político. Así, Masaryk todavía se considera el símbolo de la democracia checoslovaca.

#### La Constitución de 1920
La Constitución de 1920 aprobó la provisional de 1918 en sus rasgos básicos. El Estado checoslovaco fue concebido como una democracia parlamentaria, guiada principalmente por la Asamblea Nacional, compuesta por el Senado y la Cámara de Diputados, cuyos miembros serían elegidos por sufragio universal. La Asamblea Nacional era responsable de la iniciativa legislativa y también se le otorgó control de supervisión sobre los poderes ejecutivo y judicial. El presidente duraba siete años en el cargo y designaba el gabinete ministerial. El poder ejecutivo era compartido por el presidente y el gabinete; no obstante, este último, responsable ante la Asamblea Nacional, iba a prevalecer.
Sin embargo, la realidad difirió un poco de este ideal durante las presidencias de los dos hombres fuertes: Masaryk y su sucesor, Evard Beneš. La Constitución de 1920 dispuso que el Gobierno central tuviera un alto grado de control sobre los gobiernos locales. Desde 1928 hasta 1940, Checoslovaquia se dividió en cuatro «territorios» (en checo: země, en eslovaco: krajiny): Bohemia, Moravia-Silesia, Eslovaquia y Rutenia de los Cárpatos. Aunque en 1927 se organizaron asambleas para Bohemia, Eslovaquia y Rutenia, su jurisdicción se limitó a ajustar las leyes y reglamentos del Gobierno central a las necesidades locales. El Ejecutivo nombró a un tercio de los miembros de estas asambleas.
Por otro lado, la Constitución identificó a la «nación checoslovaca» como el creador y constituyente principal del Estado checoslovaco, y estableció el checo y el eslovaco como idiomas oficiales. El concepto de nación checoslovaca era necesario para justificar el establecimiento de Checoslovaquia frente al mundo; porque, de lo contrario, la mayoría estadística de los checos en comparación con los alemanes habría sido bastante débil, y había más alemanes en el Estado que eslovacos —más de tres millones frente a poco más de dos—. Se garantizó una protección especial a las minorías nacionales; en los distritos donde constituían el veinte por ciento de la población, a los miembros de los grupos minoritarios se les otorgó plena libertad para usar su idioma en la vida cotidiana, en las escuelas y en asuntos relacionados con las autoridades.

#### Gobierno y sistema de partidos
El funcionamiento del nuevo Gobierno checoslovaco se caracterizó por la estabilidad. Los principales responsables de esto fueron los partidos políticos, en un sistema bien organizado, que surgieron como los verdaderos centros de poder. Excluyendo el período de marzo de 1926 a noviembre de 1929, cuando no se mantuvo el acuerdo, la columna vertebral del Gobierno fue una coalición de cinco partidos checoslovacos: el Partido Republicano de Agricultores y Campesinos, el Partido Socialdemócrata Obrero Checoslovaco, el Partido Nacional Social Checo, el Partido Popular Checoslovaco y el Partido Nacional Democrático Checoslovaco. Los líderes de estos partidos se agruparon en un comité no oficial conocido como «los Cinco» (Pětka). La Pětka estaba encabezado por el agrario Antonín Švehla, quien ocupó el cargo de primer ministro durante la mayor parte de la década de 1920 y diseñó un patrón de política de coalición que sobrevivió hasta 1938. La política de la coalición se expresó en el lema «Hemos acordado que estaremos de acuerdo». No obstante, los partidos alemanes también participaron en el Gobierno desde principios de 1926. Por su parte, los partidos húngaros, influenciados por la propaganda irredentista, nunca se unieron al Gobierno checoslovaco, aunque tampoco le fueron abiertamente hostiles.
- El Partido Republicano de Agricultores y Campesinos (Republikánská strana zemědělského a malorolnického lidu, RSZML) se formó en 1922 a partir de la fusión del Partido Agrario Checo y el Partido Agrario Eslovaco. Liderado por Antonín Švehla, el nuevo partido se convirtió en la voz principal de la población agraria, pues representaban principalmente a campesinos con fincas pequeñas y medianas. Švehla combinó el apoyo a la legislación social progresista con una perspectiva democrática. Su partido fue el núcleo de todas las coaliciones gubernamentales entre 1922 y 1938.
- El Partido Socialdemócrata Obrero Checoslovaco (Československá sociálně demokratická strana dělnická, ČSDSD) surgió de la unión del Partido Socialdemócrata Obrero Checoeslavónico y el Partido Socialdemócrata de Eslovaquia en 1918. El partido se debilitó considerablemente cuando los comunistas se separaron en 1921 para formar el Partido Comunista de Checoslovaquia, pero en 1929 había comenzado a recuperar su fuerza. Partido moderado, se declaró a favor de la democracia parlamentaria en 1930. Antonín Hampl fue el presidente del partido desde 1925, e Ivan Dérer, el líder de su rama eslovaca.
- El Partido Nacional Social Checoslovaco (Česká strana národně sociální, ČSNS), llamado Partido Socialista Checo hasta 1919 y Partido Socialista Checoslovaco hasta 1926, fue creado antes de la Primera Guerra Mundial, en 1897, cuando los socialistas se separaron del Partido Socialdemócrata. Rechazó la lucha de clases y promovió el nacionalismo. Dirigido por Václav Klofáč, su membresía provenía principalmente de la clase media baja, los funcionarios públicos y la intelectualidad (incluido Edvard Beneš).
- El Partido Popular Checoslovaco (Československá strana lidová, ČSL) era una fusión de varios partidos, grupos y sindicatos católicos que se desarrolló por separado en Bohemia en 1918 y en Moravia —donde el catolicismo gozaba de mayor peso— en 1919. No fue hasta 1922 que formaron un comité ejecutivo común, encabezado por Jan Šrámek. Defendía los principios morales cristianos y las encíclicas sociales del papa León XIII.
- El Partido Nacional Democrático Checoslovaco (Československá strana národně demokratická, ČSND) se desarrolló a partir de una fusión en 1918 entre el Partido Liberal Nacional (o Jóvenes Checos) y numerosos partidos menores, como el Partido Radical de los Derechos del Estado Checo, el Partido Progresista Moravo o el Partido Popular Moravo-Silesio. Ideológicamente, se caracterizó por el radicalismo nacional y el liberalismo económico. Liderado por Karel Kramář y Alois Rašín, el Partido Democrático Nacional Checoslovaco se convirtió en el partido de las grandes empresas, la banca y la industria. Sin embargo, la influencia del partido disminuyó después de 1920.

### Política exterior
Edvard Beneš, ministro de Relaciones Exteriores de Checoslovaquia de 1918 a 1935, creó el sistema de alianzas que determinó la posición internacional de la república hasta 1938. Un estadista democrático de orientación occidental, Beneš se basó en gran medida en la Liga de Naciones como garante del statu quo de la posguerra y la seguridad de los Estados recién formados. Negoció la Pequeña Entente con Yugoslavia y Rumania en 1921 para contrarrestar el revanchismo húngaro y la restauración de la Monarquía Habsburgo. Concluyó una alianza separada con Francia.
La política occidental de Beneš recibió un primer revés en 1925. El Tratado de Locarno estableció la frontera occidental de Alemania —además de allanar el camino para su admisión a la Liga de Naciones—. Las tropas francesas quedaron así inmovilizadas en el Rin, lo que dificultó la ayuda francesa a Checoslovaquia. Además, el tratado estipulaba que la frontera oriental de Alemania permanecería sujeta a negociación. Cuando Adolf Hitler llegó al poder en 1933, el miedo a la agresión alemana se generalizó en el este de Europa central. Beneš ignoró la posibilidad de un sistema de alianzas centroeuropeas más fuerte, permaneciendo fiel a su política occidental. Sin embargo, buscó la participación de la Unión Soviética en una alianza que incluyese a Francia, frente a su actitud anterior de cautela. Así, en 1935, la Unión Soviética firmó tratados con Francia y Checoslovaquia. En esencia, los tratados disponían que la Unión Soviética acudiría en ayuda de Checoslovaquia solo si la ayuda francesa fuere primero.
En 1935, cuando Beneš sucedió a Masaryk como presidente, el primer ministro Milan Hodža se hizo cargo del Ministerio de Relaciones Exteriores. Los esfuerzos de Hodža para fortalecer las alianzas en Europa Central llegaron demasiado tarde. En febrero de 1936, el Ministerio de Relaciones Exteriores quedó bajo la dirección de Kamil Krofta, un partidario de la línea de Beneš.
La República checoslovaca vendió armamento a Bolivia durante la Guerra del Chaco (1932-1935) y, cerca del final de la guerra, envió una misión de entrenamiento no oficial para apoyar a Bolivia en su relación con Paraguay y promover el interés checoslovaco en Bolivia.

## Economía
La nueva nación tenía una población de alrededor de 13,5 millones de habitantes. Había heredado del 70 al 80% de toda la industria del Imperio austrohúngaro, incluidas las industrias de la porcelana y el vidrio, y las refinerías de azúcar; más del 40% de todas sus destilerías y cervecerías; la fábrica de Škoda de Pilsen, que producía armamento, locomotoras, automóviles y maquinaria; y la industria química del norte de Bohemia. El 17% de toda la industria húngara que se había desarrollado en Eslovaquia a fines del siglo xix también cayó en manos de la república. Checoslovaquia fue uno de los diez estados más industrializados del mundo.[cita requerida]

Mapa físico de Checoslovaquia, 1920-1938.

Las tierras checas estaban mucho más industrializadas que Eslovaquia. En Bohemia, Moravia y Silesia, el 39% de la población estaba empleada en la industria y el 31%, en la agricultura y la silvicultura. La mayor parte de la industria ligera y pesada estaba ubicada en los Sudetes, era propiedad de alemanes y estaba controlada por bancos de propiedad alemana.[cita requerida] Los checos controlaban del 20 al 30% de toda la industria.[cita requerida] Al contrario, en Eslovaquia, el 17,1% de la población estaba empleada en la industria y el 60,4% trabajaba en la agricultura y la silvicultura.[cita requerida] Sólo el 5% de toda la industria en Eslovaquia estaba en manos eslovacas. La Rutenia subcarpática carecía esencialmente de industria.
En el sector agrícola, un programa de reforma introducido poco después del establecimiento de la república tenía por objeto rectificar la distribución desigual de la tierra. Un tercio de todas las tierras agrícolas y bosques pertenecía a unos pocos terratenientes aristocráticos, en su mayoría alemanes o checos germanizados (por ejemplo, los Kinsky, Czernin o Kaunitz) y húngaros, o a la Iglesia católica. La mitad de todas las explotaciones tenían menos de 20 000 metros cuadrados. La ley de control de tierras de abril de 1919 ordenaba la expropiación de todas las fincas que superaran las 150 hectáreas de tierra arable o 250 hectáreas de tierra en general, con un máximo absoluto de 500 hectáreas. La redistribución se llevaría a cabo de forma gradual; los propietarios continuarían en posesión en el ínterin, y se ofreció una compensación.

## Sociedad

### Grupos étnicos
| Censo étnico de 1921 | Censo étnico de 1921               | Censo étnico de 1921 | Censo étnico de 1921 | Censo étnico de 1921 | Censo étnico de 1921 | Censo étnico de 1921 | Censo étnico de 1921 |
| Regiones             | Checoslovacos (Checos y eslovacos) | Alemanes             | Húngaros             | Rusinos              | Judíos               | Otros                | Total                |
| -------------------- | ---------------------------------- | -------------------- | -------------------- | -------------------- | -------------------- | -------------------- | -------------------- |
| Bohemia              | 4 382 788                          | 2 173 239            | 5476                 | 2007                 | 11 251               | 93 757               | 6 668 518            |
| Moravia              | 2 048 426                          | 547 604              | 534                  | 976                  | 15 335               | 46 448               | 2 649 323            |
| Silesia              | 296 194                            | 252 365              | 94                   | 338                  | 3681                 | 49 530               | 602 202              |
| Eslovaquia           | 2 013 792                          | 139 900              | 637 183              | 85 644               | 70 529               | 42 313               | 2 989 361            |
| Rutenia subcarpática | 19 737                             | 10 460               | 102 144              | 372 884              | 80 059               | 6760                 | 592 044              |
| Total                | 8 760 937                          | 3 123 568            | 745 431              | 461 849              | 180 855              | 238 080              | 13 410 750           |

Las disputas nacionales surgieron debido al hecho de que los checos, más numerosos y con mayor nivel educativo, dominaban el Gobierno central y otras instituciones nacionales, todo ello asentado en la capital de Bohemia: Praga. La clase media eslovaca era extremadamente pequeña en 1919 porque los húngaros, los alemanes y los judíos habían ocupado anteriormente la mayoría de los puestos administrativos, profesionales y comerciales; como resultado, los checos coparon en Eslovaquia las funciones administrativas y comerciales, así como los puestos profesionales. La posición de la comunidad judía, especialmente en Eslovaquia, era ambigua; una parte significativa miraba cada vez más hacia el sionismo.
Debido a la estructura política centralizada de Checoslovaquia, las comunidades no checas afirmaron sus respectivos nacionalismos y formaron varios partidos y movimientos con el objetivo de una autonomía política más amplia, como el Frente Patriótico de los Alemanes de los Sudetes, dirigido por Konrad Henlein y apoyado financieramente por la Alemania nazi, o el Partido Popular Eslovaco, por Andrej Hlinka. La minoría alemana que vivía en los Sudetes exigió su autonomía del Gobierno checoslovaco, alegando que fueron reprimidos y reprimidos. En las elecciones parlamentarias de 1935, el Frente Patriótico, renombrado Partido Alemán de los Sudetes, recibió más de dos tercios de los votos. Como consecuencia, las relaciones diplomáticas entre los alemanes y los checos se deterioraron aún más.

## División político-administrativa

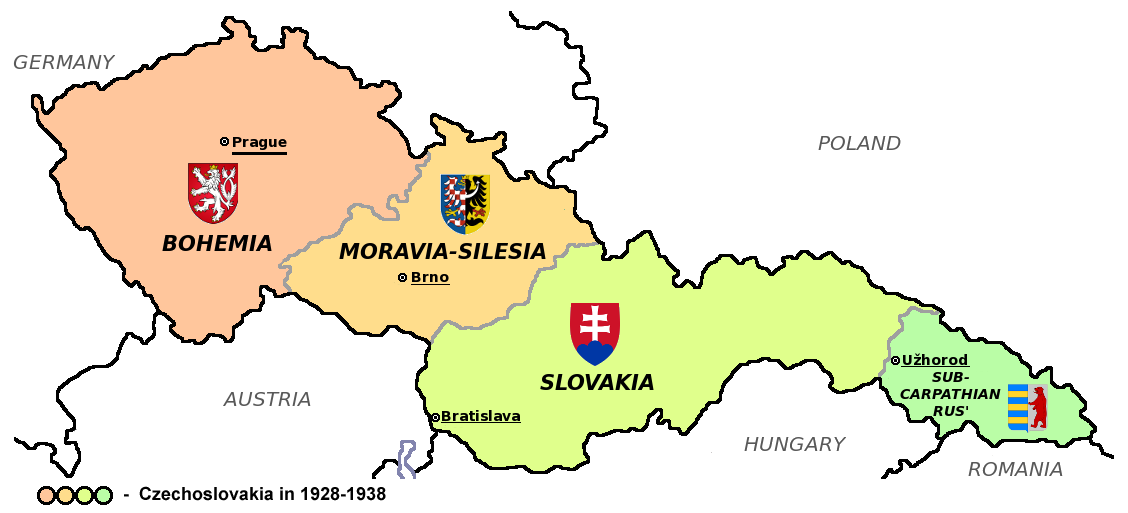
División político-administrativa de Checoslovaquia durante el período de entreguerras.

La división político-administrativa de la República checoslovaca se mantuvo más o menos estable, con leves cambios que pueden periodizarse en tres fases.
- Entre 1918 y 1923, convivieron diferentes sistemas en el antiguo territorio austríaco —Bohemia, Moravia y parte de Silesia—, en comparación con el antiguo territorio húngaro —la Alta Hungría en su mayoría y la Rutenia subcarpática—. Se dividían en tres tierras o země (también llamadas unidades de distrito o kraje): Bohemia, Moravia y Silesia. A ellas se unían 21 condados (župy) en el territorio que comprende la actual Eslovaquia y 3 condados destinados a la Rutenia subcarpática. Tanto las tierras como los condados se subdividían en distritos u okresy.

- De 1923 a 1927, continuó la organización vigente, excepto que los condados eslovacos y rutenios fueron reemplazados por seis grandes condados y condados (veľžupy y župy) en Eslovaquia y un gran condado en Rutenia. En consecuencia, cambiaron también el número y los límites de sus respectivos distritos.
- En 1928 y hasta la anexión de 1938, establecieron cuatro tierras: Bohemia, Moravia-Silesia, Eslovaquia y Rutenia subcarpatica; con sus distritos correspondientes.